# Pegomya aurivillosa
Pegomya aurivillosa este o specie de muște din genul Pegomya, familia Anthomyiidae, descrisă de Fan și Chen în anul 1984. Conform Catalogue of Life specia Pegomya aurivillosa nu are subspecii cunoscute.